# Per Svela
Per Svela (* 19. März 1992) ist ein norwegischer Leichtathlet, der sich auf den Langstreckenlauf spezialisiert hat.

## Sportliche Laufbahn und Leben
Erste internationale Erfahrungen sammelte Per Svela im Jahr 2019, als er im 3000-Meter-Lauf bei den Halleneuropameisterschaften in Glasgow startete und dort mit 8:02,62 min im Vorlauf ausschied. Im Dezember erreichte er bei den Crosslauf-Europameisterschaften in Lissabon nach 32:41 min Rang 56. Bei den Crosslauf-Europameisterschaften 2022 in Turin gelangte er nach 32:15 min auf Rang 60 im Einzelrennen. 2024 wurde er bei den Europameisterschaften in Rom in 13:38,72 min 21. im 5000-Meter-Lauf und im Jahr darauf gelangte er bei den Straßenlauf-Europameisterschaften 2025 in Löwen mit 28:52 min auf den 25. Platz im 10-km-Straßenlauf. 
In den Jahren 2019 und 2022 wurde Svela norwegischer Hallenmeister im 3000-Meter-Lauf.

## Persönliche Bestleistungen
- 1500 Meter: 3:44,97 min, 11. Mai 2024 in Karlsruhe
- 3000 Meter: 7:52,73 min, 8. Juni 2022 in Bergen
  - 3000 Meter (Halle): 7:47,86 min, 23. Februar 2024 in Madrid
- 5000 Meter: 13:18,61 min, 12. Juli 2024 in Dublin
  - 5000 Meter (Halle): 13:32,68 min, 21. Februar 2025 in Boston
- 10.000 Meter: 28:35,79 min, 13. April 2022 in Oslo
- 5-km-Straßenlauf: 13:31 min, 18. November 2023 in Lille
- 10-km-Straßenlauf: 28:16 min, 16. November 2024 in Lille